# Гай Скрибоний Курион (претор 121 года до н. э.)
Гай Скрибо́ний Курио́н (лат. Gaius Scribonius Curio; родился в 154/153 году до н. э. — умер предположительно до 104/103 года до н. э.) — римский политический деятель и оратор из плебейского рода Скрибониев, занимавший должность претора примерно в 121 году до н. э. Первый из трёх известных ораторов, носивших это имя.

## Биография
Гай Скрибоний принадлежал к плебейскому роду Скрибониев, представители которого впервые упоминаются в связи с событиями Второй Пунической войны. В «Пунике» Силия Италика фигурирует Скрибоний Курион родом из Пицена, сражавшийся при Каннах и утонувший в реке Ауфид; однако точно известно, что когномен Курион появился у представителя следующего поколения, из-за чего антиковед Ф. Мюнцер поставил под сомнение и происхождение Скрибониев из Пицена. Уверенно можно сказать только, что этот род был одним из тех аристократических семейств, которые в III веке до н. э. перебрались в Рим из других городов Италии.
Курионы впервые достигли претуры в 193 году до н. э.
О жизни Гая Скрибония известно немногое. По данным Цицерона, он был ровесником Гая Семпрония Гракха, который родился в 154 или начале 153 года до н. э. В своей карьере Курион достиг претуры; предположительно это событие датируют 121 годом до н. э. Известно, что Гай Скрибоний достиг возраста, необходимого по закону Виллия для получения консулата (42 лет), и умер, оставив несовершеннолетнего сына. Отсюда исследователи делают вывод, что он вряд ли дожил до 50 лет.
Гай Скрибоний много и удачно выступал в судах и считался «едва ли не самым красноречивым из своих современников» (это суждение Цицерон вложил в уста Марка Антония Оратора). Он стал первым из трёх выдающихся ораторов-Курионов. Гай произносил речи общего содержания («О власти молвы», «О любви», «О пытках»), которые впечатляли неискушённую римскую публику того времени, но уже спустя несколько десятилетий не воспринимались всерьёз. Самой известной стала «Речь в защиту Сервия Фульвия о кровосмешении», хотя и в ней, по словам Цицерона, было «много наивных мест». Многие речи были изданы, и во времена детства Цицерона, родившегося в 106 году до н. э., они считались образцом красноречия. В 40-е годы до н. э., когда Цицерон написал свой трактат «Брут, или О знаменитых ораторах», их ещё читали. Впоследствии тексты всех речей Куриона были утрачены.
У Гая Скрибония был сын того же имени, первым из представителей этой семьи достигший консулата (в 76 году до н. э.). Сын Гая-младшего был видным деятелем цезарианской партии и погиб во время гражданской войны в 49 году до н. э.